# 白いんこ
白 いんこ（はく いんこ）は、日本の女優、タレント、女子プロレスラー 、HAKUとして美容家 モデルとして活動。静岡県菊川市出身。

## 人物
静岡県菊川市生まれ。20歳で上京しアパレルのショップ店員として働き、フリーでモデル活動などもこなす。その後。29歳の時に原宿でスカウトされグラビアアイドルへと転身。2015年には最年長ミス東スポファイナリストにも選ばれ、その後数々のメデイアに出演し、日本人で初めてロンドンコミコンで上映された助演女優として賞をとり注目を集める。
パチスロライターとしても北海道、新潟への来店イベントを定期的に行う。女優、プロレスラー、プロレスのリングアナウンサー、MC、モデル、ライター、プロデューサー、としてマルチに活動。現在は小林聡率いる野良犬祭りのラウンドガールを日里麻美と共に努める。また、HAKU名義でインスタグラムをメインとしたインフルエンサーとしても活動をしている。

## 来歴

### グラビアアイドルとして
2013年10月に30歳のグラビアアイドルとして遅咲きデビュー。キャッチコピー、デビュー作は“エロは地球を救うお姉さん”。大人系のセクシーグラドルとして、TV番組や雑誌、DVD、写真集、アイドルグループとしてCDリリース、イベント、グラドルゲーム等に登場。所属していたストーリーコンボエンターテイメントを2014年2月末日に退所。アイドル活動ではグラビアアイドルグループ“Kiss MarK”と大人系OLアイドル“美商事”の2グループに所属。“Kiss MarK”初期メンバーのリーダーの植松やすか脱退後リーダーに抜擢。同アイドルグループで歌詞や振り付け、プロデューサーとしても活動。短編映画『JIKININKI』では自身プロデュースの挿入歌として「ピンク注意報」が使われている。“美商事”ではグループのセクシー担当としてデビューシングル「わたしがメガネを外すとき」のカップリング曲「逢いたくて〜a flover of guilt」でサブボーカルを担当。ともにカラオケ配信されている。ニコニコ生放送公式チャンネルニコジョッキーにて冠番組レギュラー『いんことうさの今日もミッション』出演中、第二回ミスジョッキーグランプリに輝く。

### プロレスラーとして
2017年4月23日、Beginning新木場大会における対賀川照子戦でプロレスラーとしてデビューした。堀田祐美子プロデュースのActwres girl'Z に所属。2018年5月19日、秋田・大舘大会をもって斎藤未来とともにBeginningを退団。退団試合は秋田県大館市体育館にて、白いん子VS葉月イナなんと試合中に、FREEDOM葛西純が乱入するという事件が発生した。同団体退団後フリーランスとして活動しており、主に清水基嗣率いるプロレスリングSECRET BASEのリングに上がっている。キャッチコピーはセクシークイーン。フィニッシュ技はM字フォール。現在はリングアナウンサーとしても活動。

### 女優として
映像メインとしてドラマ、映画、CM等に出演。初のWEBドラマTheWheelではLGBTをテーマにした作品にてレズビアン役を演じ、Asia Web Awards2018にてグラビア女優として初の最優秀助演女優賞を受賞。国内外のメディアに取り上げられた。相手役は2.5次元ミュージカルでも活動中の俳優郷本直也。2019年はSeoulwebFest,NJwebfestにても日本人として助演女優賞、主演女優賞に唯一ノミネートされた。演じる役柄は幅広く、シリアス、コメディ、ホラー、アクション等様々な役をこなしている。2018年4月に白いん子から白いんこに改名。姓名判断により、より運気の良い標記にした。

### Tokyo Cowboys活動
2016年よりTokyo Cowboysの作品長編映画『Till Death』に女優として初参加。初参加ながら同作品にて2017年Seoul Web Festにてベストキャスト賞を受賞。その後『JIKININKI』にも女優として出演し、挿入歌も担当。アイドルグループのプロデュースを手掛けた経験を生かし、2018年のドラマシリーズ『The Benza』より本格的にプロデューサーとして制作チームへ参加。グッズプロデューサーとしてもその手腕を生かし発揮している。2022年にはハリウッド俳優と共に東京コミコンのステージでトークショーを行なっている。

## メディア出演

### モデル
- 白酵美白美容液原液公式ページ（2025年3月）[12]
- 雑誌Precious 40代のロングヘアについての記事（2025年1月）[13]
- ライトオン Right-On十人十色デニムファッションイベントモデル（2024年8月)inキラナガーデン
- ターミナリアスリムHPモデル（2022年4月)

メインモデル 磯山さやか

### ドラマ
- Benza English（2020年、Amazonプライムビデオ）- いんこ先生 役[14]
- The Benza（2019年、Amazonプライムビデオ）- いんこ先生[15]
- せいせいするほど、愛してる（2016年、TBS）- 受付秘書 役
- ネクストブレーク 再現ドラマ（2015年4月20日、日本テレビ）- 横澤夏子友人 役
- ナイナイアンサーSP 再現ドラマ（2014年1月7日、日本テレビ）- 手島優、古瀬絵理 役
- 特命係長 只野仁（2012年）- 水着美女 役

### 映画
- Aichaku（2025年)kumi役
- カスタネットマン（2019年）-悪の組織四天王 主演 前田けゑ
- Honey Scooperシリーズ 龍帝-DRAGON Queen（2018年、原作週刊少年ジャンプ龍帝）- 佐伯美織 役
- The Benza（2018年）- いんこ先生
- 私は絶対許さない[16]（2018年）- 風俗嬢 役
- The Wheel（2017年）- Sister 役
- 食人鬼（2016年）- 食人鬼 役
- Till Death（2016年）Kaori役

### テレビ
- ゲッティング・ダーティ・イン・ジャパン（2023年4月配信、Amazonプライムビデオ）[17]
- 美スポ！スポーツでキレイに（NHKBS1）- 体操のお姉さんレギュラー
- carXs-レポーター（2014年 - 2015年、栃木テレビ東京MXテレビ埼玉群馬テレビ）- レギュラー
- ナイナイアンサーSP（日本テレビ）：再現ドラマ
- 中居正広の金曜日のスマイルたちへ（2015年 - 2016年、TBS）- 赤服レギュラー
- 走改★車楽-マンスリー レギュラー (テレビ大阪)
- おしゃべりオジサンと怒れる女 (2017年9月、テレビ東京)
- shinjyukustyle (2017年8月、東京MX)
- カンニング竹山の恋愛中毒 (2017年3月31日、BSフジ)
- 山里と100人の美女福女ダメ女 (2017年1月2日、TBS）[18]
- 真夏の女子会山里と100人の美女（2016年8月8日、TBS）[19]
- カンニング竹山の恋愛中毒（2016年8月16日、BSフジ）
- DHCキレイを磨く！エクストリームBeauty（2016年6月21日、tokyoMXTV）
- 山里と100人の美女クリスマスSP（2015年12月25日、TBS）[20]
- 年忘れみんなの歌（2015年12月29日、テレビ東京）
- アド街っく天国（2015年、テレビ東京）
- しみけんの脳ミソつるつる野郎（2015年6月12日、2015年6月19日、テレビ埼玉）
- ダウンタウンのガキの使いやあらへんで（2014年11月24日、日本テレビ)
- 解決DEEPナイト（2014年8月28日、テレビ東京）
- にっぽん！いい旅（テレビ東京）
- 魅！！武藤塾（千葉テレビ）

### ネットテレビ
- Right-On池袋店1日店生配信(2024年11月) ）ライトオン)公式インスタグラムLIVE
- いんこと吉野の今日もミッション！MC レギュラーMC（2019年 – 2020年1月）ニコジョッキー) 毎月第二月曜日レギュラー：出演者 吉野七宝実
- あかひげチャンネル MC レギュラー（2019年〜）[21]：出演者:あかひげ先生、MAYA、藤嶋もなみ
- いん子と柚月の今日もミッション！ MCレギュラー（2018年 – ）ニコジョッキー) 毎月第二月曜日レギュラー：共演者 柚月彩那
- いん子とうさの今日もミッション！MC レギュラー（2015年 – 2018年）ニコジョッキー) 毎月第二月曜日レギュラー：出演者 うさまりあ
- 黒龍レギュラー実践出演（2017年9月〜、ダムズ公式パチスロチャンネル）
- 週プレニュースドラゴン先生の格闘ロード レギュラー出演（2018年7月19日〜）
- トータルテンボスのGIRIGIRIアウト!しばらくおまちください（NOTTV）2012年 – 2014年レギュラー出演：出演者トータルテンボス
- ヴィーナスの泉（2014年、マイスマTV）[22] レギュラー
- じょしりょく↑↑（wallopTV）レギュラー
- 日曜の夜なのに（2017年5月7日）[23]：出演者さらば青春の光
- テリー伊藤の訳あり女(2016年12月mondotv)：出演者 テリー伊藤
- 恋のポイント村本くん（2016年9月30日AbemaTV）：出演者 村本大輔
- 有頂天～目指せアイドル界の金メダル！～（ヤングアニマルチャンネル）MC 白いんこ、天木じゅん、橘凛
- はじめての競馬女学園#5#6（JRA公式チャンネルhihin）
- スパローズの将棋会館（2017年1月23日ニコジョッキー）：出演者 スパローズ
- ヴィーナスの泉（マイスマTV）
- 水着でクッキングvol.1（マイスマTV）
- 銭湯に行こうvol.3（マイスマTV）
- グラドルゴーゴー（2016年1月3日〜1月31日、スカパー）
- ex西口アイドルクイーン（2015年7月15日、スカパー）:出演者 長州小力
- TEENgirls ジュニアアイドルvsシニアアイドル水泳大会2013（pigooオンデマンド）出演：今野杏南、児玉菜々子[24]

### 舞台
- カウント2.9（11月18日、19日、新木場1stリング）〜中堅レスラー フユミ役：出演者安納サオリ万喜なつみ
- チュートリアルライブツアー2015「ＴＵTORIALIST」LIVE - 蘭 役

### CM
- JOYSOUND:出演者ゴールデンボンバー
- スラッシュ:出演者琥珀うた
- DMM三国志戦姫
- 美顔器pao
- suica:出演者夏帆
- リベイラミスト
- axa生命保険
- 街コンポータルサイト

### ラジオ
- HBC放送ラジプロ第443回（2017年10月)
- 前橋fmRA‐BA‐SINのloverscene
- 前橋fmRA‐BA‐SINloverscene（2015年11月29日）
- 札幌FM尻ミッターﾌｼﾞｵのラジプリ（2015年9月1日）

### ミュージックビデオ
- ももいろクローバーZ「あんた飛ばしすぎ」（2018年）
- Edge of black smith「Remnant of the War」（2017年）[25]
- AAA「さよならの前に」（2016年）カラオケdam 〜グラカラ〜

## 作品
大人系のセクシーグラドルとして、TV番組や、ネット、雑誌、DVD、写真集、アイドルグループとしてCDリリース、イベント、グラドルゲーム等に登場。

### イメージビデオ
- 【VR】act1 apartment Days！ 白いんこ（2018/07/27）
- 全力水着de柔術道場 グラビア選手権 Vol.1 白いん子 森下まや（2017年03月28日 全力水着de柔術道場）
- ふたりきり 白いん子（2016年10月28日 intec inc）
- 妄想誘戯 白いん子（2016年7月29日 グラッソ）[26]
- ファイティングガールズ Vol.16 2016.4.16 ザ・ファイナル - YUE 新垣ひとみ 金城真央白いん子 他（2016年5月6日 アキバコム）
- ファイティングガールズtap out MixEd（2016年4月）
- ファイティングガールズ16スペシャルマッチ 金城真央vs白いん子（2016年4月 アキバコム）
- Kiss Mark～甘い誘惑～ 吉沢さりぃ 藤子まい 白いん子 綾音みほ 本多希（2015年10月31日 Idol project）[27]
- ファイティングガールズ13～春雷～(2015年4月 アキバコム)
- 1＋7=1 要さえこ 小林未来 星優姫 白いん子 他（2015年1月 栃木tv）
- ファィティングガール13白いん子vs秋野絵美(2014年3月 アキバコム)
- ファィティングガール13MIXファイト白いん子(2014年3月 アキバコム)
- セクシー大運動会 白いん子 雨宮める 藤子まい 璃乃 他 （2014年 イーネットフロンティア）
- 白いん子 エロは地球を救うお姉さん -白淫子-（2013年12月27日 グラッソ）[28]

### 雑誌
- 2025年7月7日号週刊大衆女感サウナ 脊山麻理子

- 2025年6月30日号週刊大衆女感サウナ 脊山麻理子

- 2025年プロレスラー選手名鑑 週刊プロレス増刊
- 2025年1月40代ヘアアレンジwebmagazinePrecious
- 2024年プロレスラー選手名鑑 週刊プロレス増刊
- 2023年12月号カスタムカー
- 2023年プロレスラー選手名鑑 週刊プロレス増刊
- 2020年プロレスラー選手名鑑 週刊プロレス増刊
- 2020年 プロレスラー全身写真名鑑 週刊プロレス別冊
- Yokohama walker (2019年2月20日号)
- 週刊ポスト表紙(2018年2月19日号)
- 2018プロレスラー写真名鑑号 週刊プロレス増刊
- 2018年 プロレスラー全身写真名鑑 週刊プロレス別冊
- moesta(2016年8月25日号)
- ギャルズパラダイス(2016年TAS編)
- moesta(2015年12月25日号)
- EXMAX(2016年2月26日号)
- 週刊実話(2015年11月19日号)
- ヤングアニマル(2015年10月23日)
- 金のEXspecial(2015年6月)
- EXMAXspecial(2015年6月11日発売)
- ギャルズパラダイス(2015年TAS編)
- 金のEX(2015年3月号)
- 月刊BX(2014年10月25日発売)
- EXmax(2014年12月11日発売)
- 月刊BX(2014年10月号)
- 金のEX(2014年6月号)
- 週刊大衆ヴィーナス(2014年)
- 金のEX(2014年6月号)

### CD
- アクトレスガールズ（2018年1月10日 キングレコード)[29]
- わたしがメガネを外すとき 美商事（2015年11月 コロムビアレコード）[7]

### ゲーム
- アイドル育成ゲームZAKUtheCollection[30]
- アイドル育成ゲームGla colle[31]

### イメージガール
- 「恋パズル ～100人のリアル彼氏／彼女プロジェクト」[32][33]

### トレーディングカード
- BBMプロレスカード

### 写真集
- PHOTO SHOT ～お姉さんの誘惑～
- Complete
- 『見せてア・ゲ・ル』

## 受賞歴
グラビアアイドルとして活動していた白いんこが、Seoul Webfest 2018というアジアで最も大きな国際ドラマ賞で助演女優賞を受賞。その他数々の国際ドラマ賞で助演女優賞、主演女優賞にノミネートされた。
| Award                                      | Category                 | Nominee(s)                 | Result     |
| ------------------------------------------ | ------------------------ | -------------------------- | ---------- |
| Festigious International Film Festival2019 | ベストキャスト賞         | The Benza                  | 受賞       |
| Festigious International Film Festival2019 | ベストオリジナルソング賞 | The Benza "Running Around" | 受賞       |
| Seoul Webfest 2019                         | 主演女優賞               | Haku Inko                  | ノミネート |
| New Jersey Web Fest 2019                   | 助演女優賞               | Haku Inko                  | ノミネート |
| Seoul Webfest 2018                         | 助演女優賞               | Haku Inko                  | ノミネート |
| Asia Web Awards 2018                       | 最優秀助演女優賞         | Haku Inko                  | 受賞       |
| Seoul Web Fest 2017                        | ベストキャスト賞         | Till Death                 | 受賞       |